# Александер Домінгес
Александер Домінгес (ісп. Alexander Domínguez, нар. 5 червня 1987) — еквадорський футболіст, воротар клубу «ЛДУ Кіто» та національної збірної Еквадору.

## Клубна кар'єра
У дорослому футболі дебютував 2006 року виступами за команду клубу «ЛДУ Кіто», кольори якої захищає й донині.

## Виступи за збірну
26 березня 2011 року дебютував в офіційних матчах у складі національної збірної Еквадору товариською грою проти збірної Колумбії. Наразі провів у формі головної команди країни 18 матчів.
У складі збірної був учасником розіграшу Кубка Америки 2011 року в Аргентині.

## Титули і досягнення
- Чемпіон Еквадору (4):

ЛДУ Кіто: 2007, 2010, 2023, 2024
- Переможець Рекопи Південної Америки (2):

ЛДУ Кіто: 2009, 2010
- Переможець Суперліги Колумбії (1):

Депортес Толіма: 2022
- Переможець Суперкубка Еквадору (1):

ЛДУ Кіто: 2025
- Переможець Кубка Лібертадорес (1):

ЛДУ Кіто: 2008
- Переможець Південноамериканського кубка (2):

ЛДУ Кіто: 2009, 2023